# Campo Real (Madrid)
Campo Real es un municipio español de la provincia y Comunidad de Madrid. Cuenta con 6651 habitantes (INE 2022). Tiene una extensión de 61,8 km² y una densidad de población de 100,57 hab./km². Se encuentra a unos 35 km de la capital. El municipio es famoso por su queso de oveja, su aceite de oliva y sus aceitunas. También se puede visitar el museo de alfarería donde se muestran piezas de la antigüedad. El pueblo rodea un pequeño cerro en cuya cumbre se encuentra la iglesia de Santa María del Castillo, edificio de estilo renacentista-herreriano, con una parte gótica salvada de un incendio sufrido en el siglo XV. También tiene tres pequeñas ermitas, entre las que destaca la del Santísimo Cristo de la Peña que es patrón de la localidad.

## Símbolos
El escudo heráldico y la bandera que representan al municipio fueron rehabilitados el 13 de septiembre de 2007. El escudo se blasona de la siguiente manera:

«En campo de azur, un castillo de plata, abierto, surmontado de una corona real cerrada. Timbrado con la Corona Real Española.»
Boletín Oficial del Estado nº 109 de 5 de abril de 2010

La descripción textual de la bandera es la siguiente:

«De proporciones 2:3. Paño rojo con el escudo municipal timbrado en el centro.»
Boletín Oficial del Estado nº 109 de 5 de abril de 2010

## Geografía
Ubicación
La localidad está situada a una altitud de 777 m s. n. m.
| Noroeste: Loeches         | Norte: Loeches         | Noreste: Pozuelo del Rey |
| Oeste: Arganda del Rey    |                        | Este: Pozuelo del Rey    |
| Suroeste: Arganda del Rey | Sur: Perales de Tajuña | Sureste: Valdilecha      |

## Historia

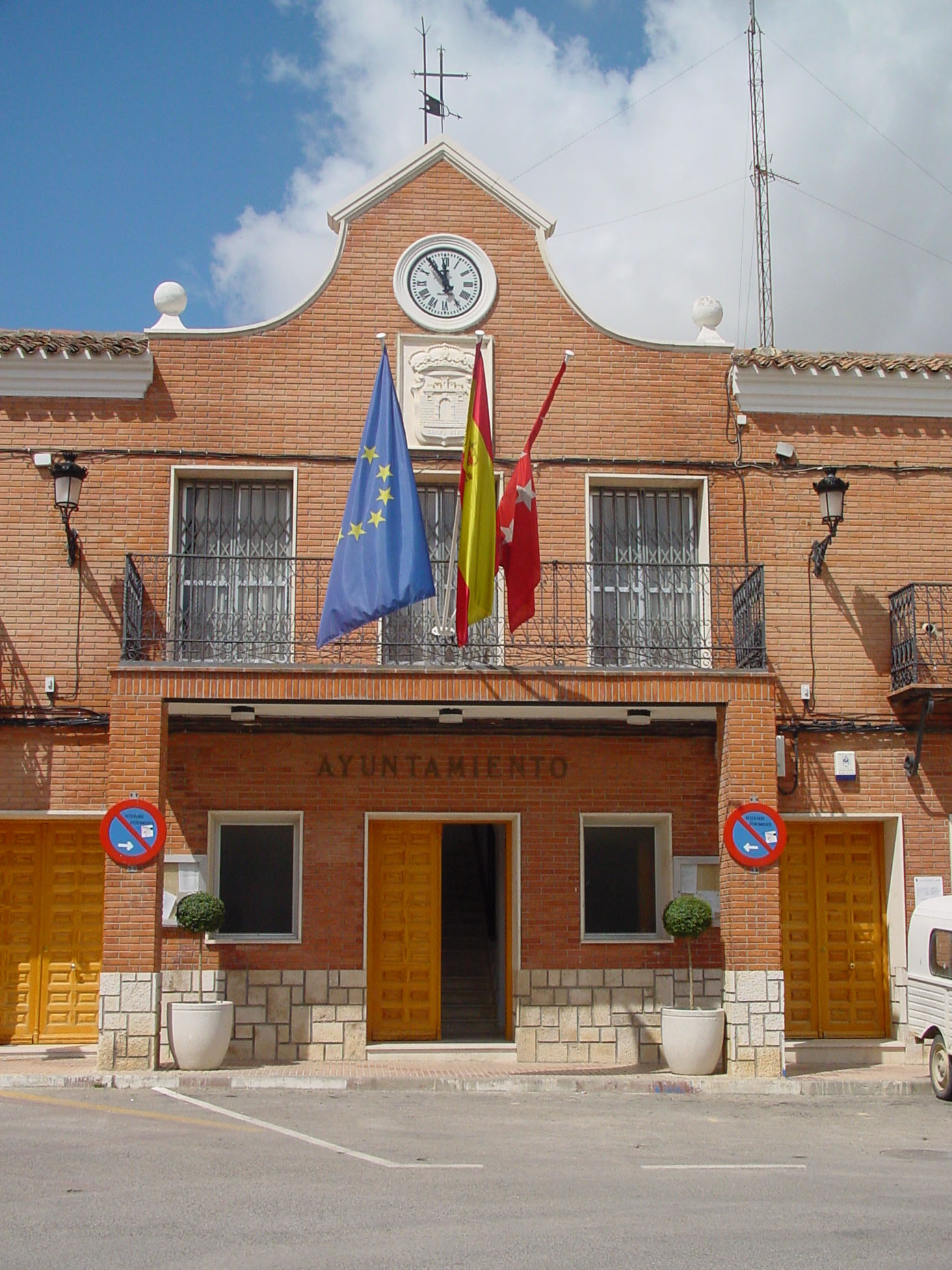
Ayuntamiento

Campo Real, como lugar habitado, tiene un antiguo origen. Así lo demuestra el hallazgo, cerca de su actual casco urbano, de hachas neolíticas de piedra. El origen de su nombre aparece unido a la tradición ancestral, y es que nunca ha dejado de ser “Campo”. El primer nombre que recibió fue el de Aldea del Campo, a mediados del siglo X. Durante el periodo islámico, del que aún quedan vestigios, se llamó Campo de Almoacid, hasta el año 1047, cuando fue conquistada por Fernando I el Grande, primer rey de Castilla. Aunque no duró mucho la conquista, pues en 1048, volvió a manos musulmanas, para ser conquistada definitivamente en 1118 por el Arzobispo de Toledo.
Entre el 25 de marzo de 1190 y 1214, formaría parte del Sexmo de Tajuña, perteneciente a la Comunidad de Ciudad y Tierra de Segovia, en 1214 pasaría a la silla del Arzobispado de Toledo.
Tomaría el nombre definitivo de Campo Real en 1580, de manos de Felipe II, quien también le concedió el título de villa, tal como explican las crónicas de la época.

## Demografía
Cuenta con una población de 6802 habitantes (INE 2024).
| Gráfica de evolución demográfica de Campo Real entre 1842 y 2021 |
| |
| Población de derecho según los censos de población del INE Población de hecho según los censos de población del INEEn estos censos se denominaba Camporreal: 1857, 1860 y 1877 |

## Transporte público
Campo Real tiene tres líneas de autobús conectando una de ellas con Madrid capital, teniendo la cabecera en la estación de Conde de Casal. Las tres líneas son operadas por la empresa ALSA. Estas líneas son:
| Línea | Recorrido                                    |
| ----- | -------------------------------------------- |
| 313   | Madrid (Conde de Casal) - Valdilecha         |
| 320   | Arganda del Rey - Alcalá de Henares          |
| 321   | Arganda del Rey (Hospital) – Villar del Olmo |

## Monumentos
Iglesia de Nuestra Señora del Castillo

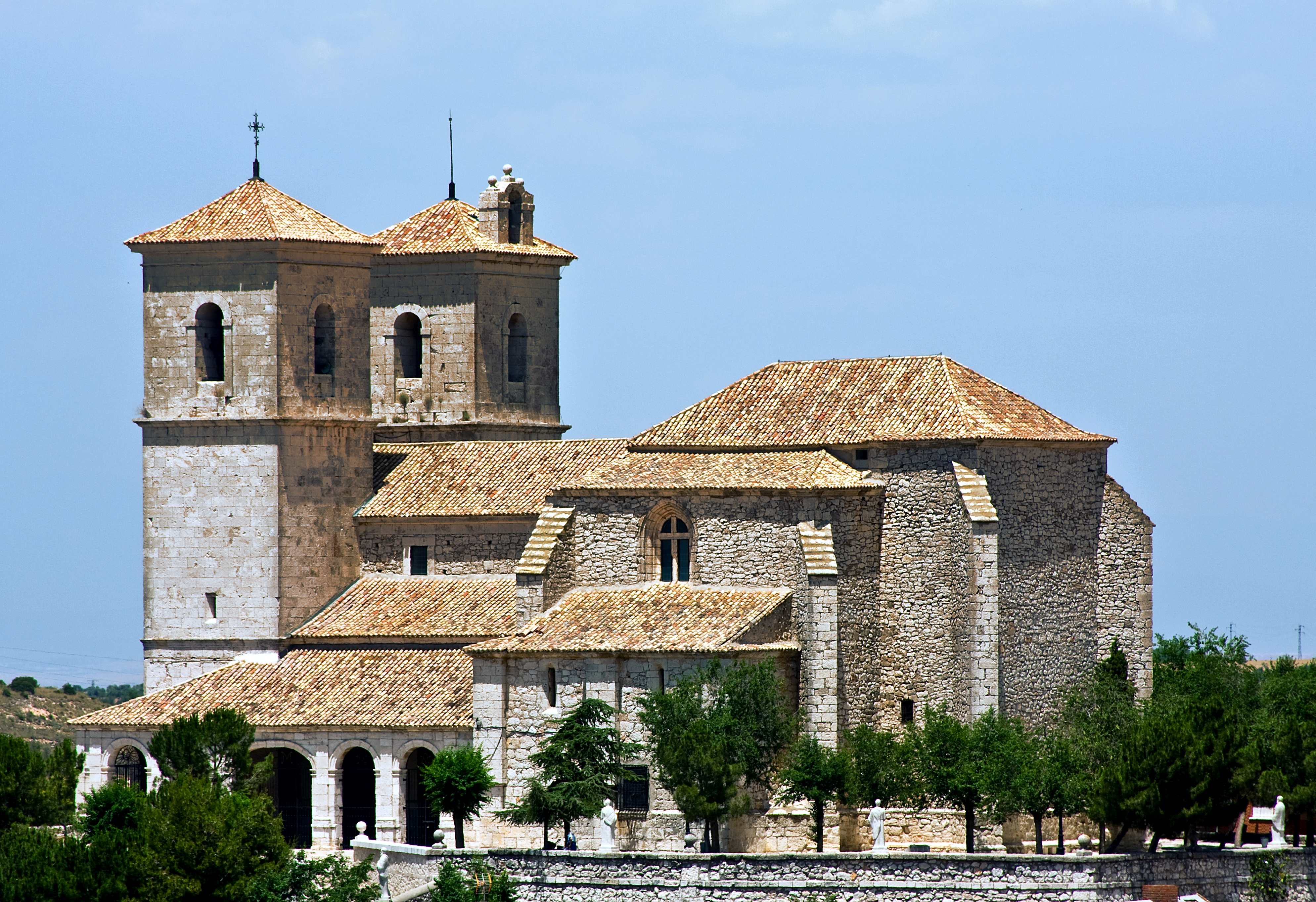
Vista de la Iglesia de Nuestra Señora del Castillo

Declarada Monumento Histórico Artístico Provincial en noviembre de 1981. En principio fue convento de la Orden Hospitalaria de San Juan (Hospitalarios), los que en su clásica manera de actuar, construían o reparaban el castillo-hospital sobre el otero. Cultivaban y pastoreaban y, ante el ataque, se convertían en soldados que luchaban para defender la Cristiandad. Se sabe que estos monjes templarios heredaron, entre otras, la ermita de San Juan del Viso.
La cabecera, desde el altar mayor hasta el púlpito, debió construirse en el siglo XII o XIII, y el resto, en el siglo XVII, momento en que la parroquia tenía ocho curas y cinco sacristanes. Consta de tres naves separadas por columnas toscanas que soportan arcos de medio punto, y se cubre con bóveda de cañón con lunetas. La fachada presenta dos torres de cantería con tres cuerpos y portada con arco de ingreso de medio punto.
En 1540, el pueblo en pleno firmó una obligación para construir el reloj de la torre de la iglesia.
Ermita de la Virgen de los Remedios
Edificio del siglo XVI, tiene una nave con cúpula vaída sobre pechinas. A los pies hay restos de pórtico con columnas.
Ermita de la Virgen de las Angustias
Rectangular, con bóveda vaída con recuadros, es del siglo XVI. La entrada es de doble vano y medallón de enjutos, con pórtico.

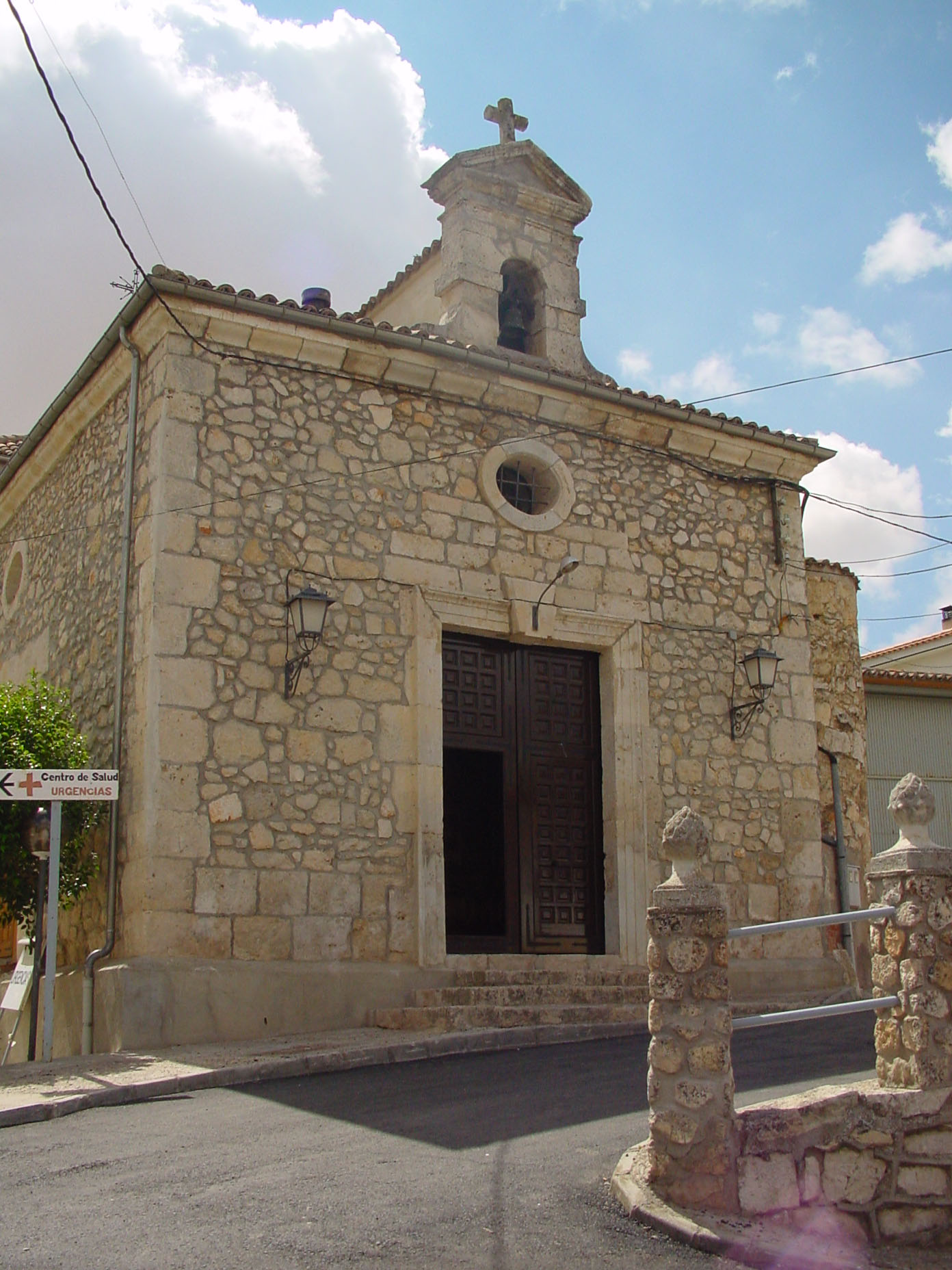
Ermita del Santísimo Cristo de la Peña
Del siglo XVIII, tiene una nave, fachada de cantería revestida de yeso. Cúpula ligeramente elíptica, con cornisa muy volada. Su titular es el patrón de los campeños.

## Servicios

### Educación
En Campo Real hay una guardería pública (Casita de niñ@s Lunalunera), un colegio público de educación infantil y primaria (CEIP Miguel Delibes) y un instituto de educación secundaria obligatoria (SIES Campo Real).

### Equipamientos administrativos
La localidad dispone de:
- Centro de salud.
- Centro Cultural San Isidro.
- Una biblioteca.
- Una Casa de la Juventud "El Olivar"
- Un polideportivo.
- Una residencia para la 3.ª edad.
- Un hostal (Hostal Campo Real).
- Un instituto.
- Una fábrica de aceite.

## Cultura

### Fiestas
- 15 de mayo, San Isidro: Romería del Santo hasta el paraje denominado Valdemembrillo, donde se disfruta de una jornada campestre. Se organiza feria agrícola con productos del campo. Concurso de comidas y postres, cocinados por las mujeres de la localidad.
- 8 de septiembre, Santa Virgen de los Remedios: Es una fiesta característica de barrio. La calle Vilches se pone de largo y no falta la música, la comida, los juegos y concursos en el día más importante de la barriada.
- 13 al 18 de septiembre, Santo Cristo de la Peña: Son las fiestas más importantes y largas de la ciudad. Cuenta la leyenda que: “hace muchísimos años, donde hoy está enclavada la Ermita del Santo, existía una gran peña y una fuente donde bebía el ganado. Un buen día, estando un pastor con su rebaño por esos parajes, se le apareció un Cristo. El hombre contó a sus vecinos lo que había visto y, aunque no le creían, volvieron todos días más tarde al lugar de los hechos. Cuando ya nada ocurría y daban al pastor por mentiroso, el Cristo hizo acto de presencia entre la peña, el agua y el rebaño”. Y por este hecho se construyó la ermita.

## Aceitunas de Campo Real
La "Denominación de Calidad Aceitunas de Campo Real" incluye aceitunas pertenecientes a las variedades Manzanilla de Campo Real y Manzanilla Cacereña. Este producto gastronómico supone más del 75% de la producción total de los distintos tipos de aceituna de mesa elaboradas en la Comunidad de Madrid. Su característico sabor se debe a un singular aderezo artesanal natural, a base de ingredientes como el ajo, el hinojo, el orégano y el tomillo. Además, cada productor tiene su propio aliño que puede incluir los cominos, el laurel o la mejorana.